# Szlak Rekowski

Szlak Rekowski – czerwony znakowany szlak turystyczny, na południowo-wschodnich obrzeżach Szczecina, częściowo w gminach Goleniów i Kobylanka, długość szlaku 16,7 km.

## Charakterystyka
Szlak o charakterze podmiejskim, prowadzi południowym skrajem Puszczy Goleniowskiej, doliną Płoni, przypominając o bogatej kulturze średniowiecznych cystersów z Kołbacza. Poprzez śródleśne osiedla szczecińskiego Prawobrzeża, Załom i Wielgowo natrafimy na pamiątki okrucieństwa II wojny światowej. Na trasie pomniki przyrody i zespół przyrodniczo-krajobrazowy „Jezierzyce” (pow. 108,0 ha). W Rekowie interesująca zabudowa okolnicowa.

## Przebieg szlaku
Kilometraż w skróconym przebiegu szlaku podano dla obu kierunków marszu:
- 0,0 km – 16,7 km - Szczecin Załom (stacja kolejowa)
- 4,3 km – 12,4 km - Szczecin-Wielgowo (cmentarz)
- 6,6 km – 10,1 km - Szczecin Zdunowo (przystanek kolejowy)
- 12,7 km – 4,0 km - Szczecin Jezierzyce (cmentarz)
- 16,7 km – 0,0 km - Rekowo

Przebieg szlaku został zweryfikowany według stanu z 2007.
| Odległość | Atrakcje                          | Punkt                                             | Przebieg (także dojścia i uwagi)                                                                          |
| --------- | --------------------------------- | ------------------------------------------------- | --- |
| 0,0 km    | kolej                             | Szczecin Załom, stacja kolejowa                   | Szlak Anny Jagiellonki                                                                                    |
| 0,4 km    |                                   | Szczecin-Załom przejście przez tory               | Szlak Anny Jagiellonki - odchodzi                                                                         |
| 0,9 km    |                                   | przejście przez ul. Goleniowską                   | |
| 1,7 km    | E65                               | przejście nad drogą krajową nr 3 (dawna berlinka) | |
| 4,3 km    | cmentarz                          | Szczecin-Wielgowo ul. Bryczkowskiego              | |
| 6,6 km    | kolej                             | Szczecin Zdunowo, przystanek kolejowy             | Szlak im. Stanisława Grońskiego - odchodzi                                                                |
| 10,8 km   | pomnik przyrody                   | Leśniczówka Morawsko pomnik przyrody "9 Misiów"   | |
| 12,7 km   | cmentarz · pomnik przyrody · park | Szczecin-Jezierzyce ul. Wiewiórcza - ul. Gościnna | Uwaga! 80 m na południowy zachód węzeł szlaków: Szlak im. Stanisława Grońskiego Szlak przez Wielecki Staw |
| 16,7 km   |                                   | Rekowo                                            | Szlak im. Bolesława Czwójdzińskiego - odchodzi                                                            |